# Aki Lindén
Aki Alexander Felix Lindén, född 19 april 1952 i Köpenhamn, är en finländsk läkare och politiker (Socialdemokraterna). Han är ledamot av Finlands riksdag sedan 2019. Lindén var Finlands familje- och omsorgsminister mellan februari och oktober 2022 under Krista Kiurus moderskapsledighet.
Lindén blev invald i riksdagsvalet 2019 med 8 970 röster från Egentliga Finlands valkrets. Han omvaldes i riksdagsvalet 2023 med 9 272 röster.

## Utmärkelser
- Riddartecknet av I klass av Finlands Vita Ros’ orden,  6 december 2011[4]
- Kommendör av kungliga norska förtjänstorden,  2016[5]
- Krigsinvalidernas förtjänstkors,  2023[6]

[Redigera Wikidata]